# Liste der Untersuchungsausschüsse des Bayerischen Landtags
Die Liste der Untersuchungsausschüsse des bayerischen Landtags umfasst durchgeführte Untersuchungsausschüsse seit 1946. Es werden der offizielle Titel des Ausschusses genannt (oder eine gebräuchliche Bezeichnung) und der Zeitraum aufgelistet. Ein Untersuchungsausschuss in Bayern kann von einem Fünftel der Landtagsmitglieder beantragt werden.

## 1. Wahlperiode (1946–1950)
- Untersuchungsausschuss zur Prüfung der Vorgänge in der Bauabteilung des Staatssekretariats für das Flüchtlingswesen
- Untersuchungsausschuss zur Untersuchung der Personalverhältnisse in der Gesundheitsabteilung des Staatsministeriums des Innern
- Untersuchungsausschuss zur Prüfung einzelner Vorgänge im Staatsministerium für Ernährung, Landwirtschaft und Forsten – Fall Urbancyk, Fall Gehring, Fall Steffen, Fall Nüßlein
- Untersuchungsausschuss zur Untersuchung der Vorgänge im Staatsministerium für Sonderaufgaben bei der Regierungsbildung
- Untersuchungsausschuss zur Untersuchung der Missstände im Staatsministerium für Wirtschaft und in den Wirtschaftsämtern
- Untersuchungsausschuss zur Überprüfung der derzeitigen Organisation der Landpolizei (eingesetzt auf Antrag von SPD, FDP und WAV, 16 Sitzungen)
- Untersuchungsausschuss zum Fall Blum (Hofbräuhaus)
- Untersuchungsausschuss zur Klärung des Falles Dr. Burgard
- Untersuchungsausschuss zur Untersuchung der gegen die Abgeordneten Höllerer und Strasser erhobenen Vorwürfe
- Untersuchungsausschuss zur Untersuchung der Vorgänge beim Bau der Häuser der Staatsforstverwaltung in Geiselgasteig
- Untersuchungsausschuss für Verkehrsfragen

## 2. Wahlperiode (1950–1954)
- Untersuchungsausschuss zur Prüfung der Vorgänge im Landesentschädigungsamt (1951–1954)
- Untersuchungsausschuss zur Prüfung der Haushaltsüberschreitungen beim Ausbau des Residenztheaters und weiterer staatlicher Bauvorhaben (1951–1954)
- Untersuchungsausschuss zur Prüfung der Filmkredite (1953–1954)
- Untersuchungsausschuss zur Prüfung von Kreditfällen (1954)

## 3. Wahlperiode (1954–1958)
- Untersuchungsausschuss zur Überprüfung der Vorgänge um die Erteilung der Spielbankkonzessionen, "Spielbankenaffäre" (1955–1957)

## 6. Wahlperiode (1966–1970)
- Untersuchungsausschuss zur Überprüfung der Grundstücksveräußerungen des Staates im Stadt- und Landkreis Ingolstadt (1968–1969)
- Untersuchungsausschuss "Bodenreform-Affäre" (1970)
- Untersuchungsausschuss zur Überprüfung der städtebaulichen, verkehrlichen und finanziellen Maßnahmen der Landeshauptstadt München, „Fehler und Versäumnisse beim Stachusbauwerk“ (1970)

## 8. Wahlperiode (1974–1978)
- Untersuchungsausschuss betreffend Nebentätigkeit der beamteten Hochschullehrer und wissenschaftlichen Assistenten und Mitarbeiter (1976–1978)
- Untersuchungsausschuss zur Prüfung der Durchführung des Staatsvertrages zur Vergabe von Studienplätzen (ab 1976, nicht abgeschlossen, in der 9. Wahlperiode wieder eingesetzt)
- Untersuchungsausschuss zur Prüfung der Vorgänge und Hintergründe im Zusammenhang mit den Vorwürfen gegen die Amtsführung des Herrn Staatsministers Dr. Heubl (1976–1977)
- Untersuchungsausschuss zum Verhalten von Herrn Staatssekretär Sackmann und Herrn Ministerialrat Dr. Dörrbecker im Zusammenhang mit Vorgängen um die Firmengruppe Glöggler (1977–1978)
- Untersuchungsausschuss zur Prüfung der Vorgänge und Hintergründe bei der Behandlung bestimmter Steuerfälle im Bereich der Bayerischen Finanzverwaltung (1978)

## 9. Wahlperiode (1978–1982)
- Untersuchungsausschuss zur Fortführung der Prüfung der Durchführung des Staatsvertrages zur Vergabe von Studienplätzen (konnte in der 8. Wahlperiode nicht beendet werden, wieder eingesetzt 1979, bis 1980)
- Untersuchungsausschuss zur Prüfung des Vorgehens des Bayerischen Staatsministeriums des Innern und der ihm nachgeordneten Behörden gegenüber Asylsuchenden und anderen Staatsangehörigen von Ostblockländern und zur Aufklärung der Ursachen der insbesondere in Zusammenhang mit der Abschiebung der CSSR-Staatsangehörigen Cermak und Zilka (1980–1982)
- Untersuchungsausschuss zur Prüfung des Verhaltens des bayerischen Ministerpräsidenten während der Kundgebung der CSU am 23. September 1980 auf dem Münchner Marienplatz sowie zur Prüfung der Vorfälle bei und nach der Kundgebung, Fall Georg Wolf (1980–1981)
- Untersuchungsausschuss zum Fall Hans Langemann, bzgl. Kenntnisse und Verhaltensweisen des Leiters der Abteilung Staatsschutz (1982)

## 10. Wahlperiode (1982–1986)
- Untersuchungsausschuss zum Fall Hans Langemann, bzgl. Kenntnisse und Verhaltensweisen des Leiters der Abteilung Staatsschutz (1983–1985)
- Untersuchungsausschuss zum Fall Hans Langemann, bzgl. Vorwürfe gegen SPD-Abgeordnete wegen Verdachts der Weitergabe geheimer Unterlagen (1983–1985)
- Untersuchungsausschuss zur Prüfung aller Vorgänge beim Bau der Trabantenstadt Neuperlach infolge der Einschaltung der nicht gemeinnützigen „Terrafinanz“ und der „Neuen Heimat“ durch die Landeshauptstadt München in der Amtszeit des ehemaligen Oberbürgermeisters Dr. Hans-Jochen Vogel (1983–1984)
- Untersuchungsausschuss zur Prüfung des Vorgehens von Behörden und Einzelpersonen im Zusammenhang mit möglichen unzulässigen Baupreisabsprachen (1983–1984)
- Untersuchungsausschuss „Wiederaufarbeitungsanlage Wackersdorf (WAA)“ (1985–1986)
- Untersuchungsausschuss "Mega-Petrol" (1986)

## 11. Wahlperiode (1986–1990)
- Untersuchungsausschuss „Enquete-Ausschuss WAA“ (1989–1990)
- Untersuchungsausschuss zur Prüfung des Vorgehens des Justizministeriums und der Staatsanwaltschaft im Zusammenhang mit einem Treuhandvertrag zwischen Gerold Tandler und der BIT GmbH (1989)
- Untersuchungsausschuss zur Vorlage des Rechnungshofsberichts „Wienerwald-Steuerfragen“, "Wienerwald-Affäre" (1989–1990)
- Untersuchungsausschuss Chemische Fabrik Marktredwitz (1989–1990)
- Untersuchungsausschuss zur Prüfung des Vorgehens der zuständigen Finanzbehörden (Finanzamt München für Körperschaften, Oberfinanzdirektion München, Bayerisches Staatsministerium der Finanzen) im Zusammenhang mit der Besteuerung des Wienerwald-Konzerns, "Wienerwald-Affäre" (1989–1990)
- Untersuchungsausschuss zur Prüfung von Beschwerden an den Bayerischen Landtag (Art. 115 BV) aus der Justizvollzugsanstalt Straubing (1990)
- Untersuchungsausschuss zum Atomkraftwerk Isar I (1990)

## 12. Wahlperiode (1990–1994)
- Untersuchungsausschuss betreffend Bayerische Bezüge der Tätigkeit des Bereichs „Kommerzielle Koordinierung“ und Alexander Schalck-Golodkowskis (1991–1994)
- Untersuchungsausschuss zum Verdacht der Verquickung von Staatsaufgaben mit Parteiarbeit im Staatsministerium des Innern (1991–1993)
- Untersuchungsausschuss zur Erwerbspolitik der Bayerischen Staatsregierung – insbesondere der Bayerischen Staatsgemäldesammlungen – bei Kunstgegenständen seit 1970 (1992–1994)
- Untersuchungsausschuss betreffend das Verhalten von Mitgliedern der Staatsregierung (1993–1994)
- Untersuchungsausschuss zum Beziehungsgeflecht in Bayern zwischen Politikern und Steuerschuldnern – „Steuerfälle“ (1993–1994)
- Untersuchungsausschuss zur Überprüfung des Verdachts, dass das Kabinettsmitglied Dr. Peter Gauweiler Beziehungen gegen monatlich 10.000 DM plus Mehrwertsteuer „verpachtet“ hat (1994)

## 13. Wahlperiode (1994–1998)
- Untersuchungsausschuss zur Aufklärung der Verwicklung bayerischer Behörden in Fälle von Nuklearkriminalität (1995–1997)
- Untersuchungsausschuss betreffend Aufklärung des Verhaltens der Bayerischen Finanzbehörden (1996–1998)

## 14. Wahlperiode (1998–2003)
- Untersuchungsausschuss zur Aufklärung der Vorgänge, die bei der Landeswohnungs- und Städtebaugesellschaft Bayern mbH (LWS) zu bisher bekannt gewordenen Verlusten von annähernd 400 Millionen DM geführt haben (1999–2001)
- Untersuchungsausschuss zur Prüfung unzulässiger staatlicher Einflussnahme seitens bayerischer Amtsträger auf die strafrechtlichen Ermittlungen gegen Karlheinz Schreiber, Max Josef Strauß, Dr. Ludwig-Holger Pfahls, Dieter Holzer, Walther Leisler Kiep, Jürgen Maßmann, Winfried Haastert und Dr. Erich Riedl, CDU-Spendenaffäre (2001–2002)
- Untersuchungsausschuss zur Prüfung staatlicher Vergünstigungen für den Deutschen Orden, Brüder vom Deutschen Haus Sankt Mariens in Jerusalem – Deutsche Provinz – durch Mitglieder der Staatsregierung, bayerische Behörden und/oder bayerische Amtsträger (2002–2003)

## 15. Wahlperiode (2003–2008)
- Untersuchungsausschuss über Münchner CSU-Affäre (2004–2007)
- Untersuchungsausschuss zur Prüfung möglicher Versäumnisse und etwaiger unzulässiger Einflussnahmen bei der staatlichen Kontrolle der Firma Deggendorfer Frost GmbH, der Unternehmensgruppe Berger und anderer Fleisch verarbeitender Betriebe in Bayern, Fleischskandal (Beispiel Nr. 5) (2006–2008)
- Untersuchungsausschuss über Kontrolle der Bayerischen Landesbank für das Geschäftsjahr 2007 (2008)

## 16. Wahlperiode (2008–2013)
- Untersuchungsausschusses über den Erwerb und Verkauf der Hypo Group Alpe Adria (HGAA) durch die Bayerische Landesbank Bayern (BayernLB) (2010–2011)
- Untersuchungsausschuss „Rechtsterrorismus in Bayern – NSU“ (2012–2013)
- Untersuchungsausschuss „Fall Mollath“ (2013)

## 17. Wahlperiode (2013–2018)
- Untersuchungsausschuss "Labor", Schottdorf-Affäre (2014–2016)
- Untersuchungsausschuss "Modellbau", Modellauto-Affäre (2014–2017)
- Untersuchungsausschuss "Ei", Bayern-Ei-Skandal (2017–2018)
- 4. Untersuchungsausschuss "GBW" (2018)

## 18. Wahlperiode (seit 2018)
- Untersuchungsausschuss „Maske“ (2021-dato)
- Untersuchungsausschuss „NSU II“ (2022-dato)